# Coupe du Sri Lanka de football
La Coupe du Sri Lanka de football existe depuis 1939. Créée sous le nom de Ceylon FA Cup, elle devient la Bristol FA Cup à partir de 1987.

## Palmarès incomplet
- 1948 : Sunrise SC 2-1 Police SC
- 1949 : Saunders SC - Police SC
- 1951 : Sunrise SC 2-0 Police SC
- 1952 : Saunders SC
- 1954 : Saunders SC
- 1955 : Saunders SC 2-0 Royal Air Force
- 1960 : Saunders SC 7-2 Wellawatte SWM
- 1961 : Army SC - Ratnam SC
- 1963 : Saunders SC
- 1964 : Saunders SC
- 1967-1 : Sunrise SC
- 1967-2 : Victory SC
- 1968-1969 : Army SC
- 1969 : Colombo Municipal Council SC
- 1971 : Colombo Municipal Council SC
- 1972 : Colombo Municipal Council SC
- 1973 : Colombo Municipal Council SC
- 1978 : Inconnu - Ratnam SC
- 1981 : Inconnu - Army SC
- 1982 : Saunders SC
- 1984 : Saunders SC - Renown SC
- 1985 : Saunders SC - Renown SC
- 1986 : Air Force SC - Renown SC
- 1987 : Renown SC
- 1988 : Saunders SC - Jupiter SC
- 1989 : Renown SC 4-0 Saunders SC
- 1990 : Renown SC - Air Force SC
- 1991 : York SC - Old Benedictans SC
- 1992 : Saunders SC - Old Benedictans SC
- 1993 : Saunders SC
- 1994 : Renown SC - Police SC
- 1995 : Renown SC 2-0 Ratnam SC
- 1996 : Old Benedictans SC - Renown SC
- 1997 : Saunders SC 1-0 Police SC
- 1998 : Inconnu
- 1999 : Saunders SC 3-2 Renown SC
- 2000 : Ratnam SC 2-1 Saunders SC
- 2001 : Saunders SC 4-0 Negombo Youth SC
- 2002 : Ratnam SC
- 2003 : Renown SC 1-0 Air Force SC
- 2004 : Ratnam SC 2-2 (tab 4-2) Renown SC
- 2005 : Ratnam SC 3-1 Saunders SC
- 2006 : Ratnam SC 2-2 (tab 5-3) Negombo Youth SC
- 2007 : Negombo Youth SC 3-0 Saunders SC
- 2008 : Police SC  1-1 (tab 6-5) Civil Security Force
- 2009 : Ratnam SC  3-3 3-0pen Army SC
- 2010 : Navy SC 2-1 Nandimithra SC
- 2011 : Army Sport Club 2-0 Don Bosco Sports Club
- 2012 : Navy SC 1-1 (tab 5-4) Army SC
- 2013-2014 : Army SC 2-0 Blue Star SC
- 2014-2015 : Colombo Football Club 1-0 Blue Star SC
- 2015-2016 : Army SC 3-1 Renown SC
- 2016-2017 : Army SC 5-1 Java Lane SC
- 2018 : Army SC 4-2 Saunders SC
- 2020 : Police SC 1-1 (tab 5-4) Saunders SC

## Sources
- (en) Palmarès de la Coupe du Sri Lanka sur le site RSSSF.com